# Mathilde Touvier
Pour les articles homonymes, voir Touvier.
Mathilde Touvier, née le 23 janvier 1980 à La Seyne-sur-Mer, est une directrice de recherche française en épidémiologie nutritionnelle à l'Inserm, directrice de l'Équipe de recherche en épidémiologie nutritionnelle (Eren), au sein du Centre de recherche en épidémiologie et statistiques. Elle est récipiendaire du prix Recherche 2019 de l'INSERM.

## Biographie
Mathilde Touvier obtient son baccalauréat scientifique en 1997 avec mention Très Bien (Lycée Beaussier). Les deux années suivantes, elle intègre les classes préparatoires Math-Sup/Math-Spé option biologie. En 1999, elle intègre AgroParisTech pour suivre une formation d'ingénieur spécialisée en nutrition humaine et obtient son diplôme d'ingénieur en 2002. Elle effectue son stage d'ingénieur aux États-Unis à l'université de Californie à Davis, au département nutrition.
L'année suivante, elle obtient un master en épidémiologie à la faculté de médecine de l'université Nancy-I. De 2003 à 2006, elle prépare et obtient son doctorat en épidémiologie sous la direction de Marie-Christine Boutron-Ruault. De 2002 à 2008, elle travaille sous différents contrats pour l'Agence nationale de sécurité sanitaire de l'alimentation, de l'environnement et du travail (ANSES).
De 2008 à 2009, elle effectue un post-doctorat à l'Inserm (INSERM U1153 - EREN). En 2010, elle effectuera un autre post-doctorat à l'Imperial College London au Royaume-Uni et plus spécifiquement à la faculté de médecine.
Depuis 2010, elle est chercheuse à l'Inserm. En 2014, elle obtient son habilitation à diriger des recherches (HDR).
Depuis 2019, Touvier prend la relève de Serge Hercberg qui a été à l'origine de Nutri-Score et de l'étude NutriNet Santé.
Le 11 avril 2023, elle effectue sa leçon inaugurale au Collège de France, établissement qu'elle rejoint pour y occuper la chaire annuelle de Santé publique 2022-2023.

## Distinctions et récompenses
- Prix Recherche de l'Inserm en 2019[1]
- ERC Consolidator Grant du Conseil européen de la recherche (ERC/CER) en 2019